# 포항해맞이초등학교
포항해맞이초등학교는 대한민국 경상북도 포항시에 있는 공립 초등학교다.

## 학교 연혁
- 2004.10.02 환호초등학교로 설립인가
- 2007.10.17 포항해맞이초등학교 개명
- 2008.03.01 24학급(744명), 병설유치원 1학급(26명) 편성
- 2008.03.01 초대 이준형 교장 부임
- 2008.06.05 포항해맞이초등학교 개교식
- 2009.02.17 제1회 병설유치원 졸업 및 수료식(26명)
- 2009.02.18 제1회 졸업식(남 69명, 여 63명, 계 132명)
- 2009.03.01 26학급(759명), 병설유치원 1학급(27명) 편성
- 2010.02.17 제2회 병설유치원 졸업 및 수료식(27명)
- 2010.02.18 제2회 졸업식(남 66명, 여 59명, 계 125명)
- 2010.03.01 26학급(765명), 병설유치원 1학급(27명) 편성
- 2010.09.01 제2대 정문석 교장 부임
- 2010.10.08 사이버가정학습시범학교 운영 결과 공개(2009-2010)
- 2011.02.16 제3회 병설유치원 졸업 및 수료식(25명)
- 2011.02.18 제3회 졸업식(남 45명, 여 61명, 계 106명)
- 2011.03.01 27학급(766명), 병설유치원 1학급(24명) 편성
- 2012.02.14 제4회 병설유치원 졸업 및 수료식(24명)
- 2012.02.18 제4회 졸업식(남 58명, 여 56명, 계 114명)
- 2012.03.01 26학급(750명), 병설유치원 1학급(16명) 편성
- 2012.09.01 제3대 심상복 교장 부임
- 2013.02.15 제5회 병설유치원 졸업 및 수료식(15명)
- 2013.02.20 제5회 졸업식(남 66명, 여 62명, 계 128명)
- 2013.03.01 27학급(744명), 병설유치원 1학급(14명) 편성
- 2013.03.01 교육부요청 경상북도교육청 지정 스마트교육 정책 연구학교(1/2)
- 2013.03.01 학생뮤지컬 운영학교 지정
- 2014.02.14 병설유치원 제6회 졸업 19명(누계 124명)
- 2014.02.20 제6회 졸업 (남67명, 여61명, 계128명, 누계733명)
- 2014.03.01 27학급(749명), 병설유치원 1학급 편성
- 2015.02.11 병설유치원 제7회 졸업 15명(누계 139명)
- 2015.02.13 제7회 졸업 (남48명, 여49명, 계97명, 누계 830명)
- 2015.03.01 28학급(742명), 병설유치원 1학급(22명) 편성
- 2015.03.01 제4대 손병기 교장 부임